# François Asselineau
François Asselineau (François Didier Asselineau, n. París, 1957) es un político, financiero y alto funcionario francés. Es conocido por ser el fundador del partido de ideología gaullista Unión Popular Republicana. Es un fuerte militante por el Frexit (retirada de Francia de la Unión Europea), de la OTAN y del euro. Es conocido por su otra forma de militancia, la cibernética. A través del canal de Youtube de su partido político (UPR) con más de 200 000 seguidores y de su cuenta personal en Twitter.

## Biografía
Aunque Asselineau haya sido tildado de derechista e incluso ultraderechista por la prensa y los medios, el partido que fundó es oficialmente reconocido Diverso (ni izquierda, ni derecha) por el Ministerio del Interior quien tiene la potestad oficial de asignar matices. Según él, los medios lo atacan por defender (entre sus propuestas) una posición neutra con Rusia y con Vladímir Putin (aunque otros le acusan de tener más bien una posición favorable al presidente ruso, por tener entre sus propuestas "Establecer una política de cooperación con Rusia"). Él se ha clasificado de gaullista por seguir la línea del Consejo de la Resistencia post segunda guerra: unir los Franceses más allá de cualquier diferencia. Es un movimiento que no entra en el espectro clásico de izquierda o derecha, sino de dirigismo. 
También ha sido catalogado de teorista de la conspiración debido a sus acusaciones de dictadura a la Unión Europea, por cuestionar la efectividad de la vacuna de ARN del coronavirus (específicamente Pfizer y Moderna), y de cuestionar la legitimidad de las Elecciones presidenciales en Estados Unidos entre Donald Trump y Joe Biden debido a las acusaciones de fraude electoral por el voto por correo. También ha acusado a los medios de comunicación y a Wikipedia de censurarlo y de callar su voz ya que, el declarado candidato a las elecciones presidenciales, había visto bloqueada su página de Wikipedia desde 2008. Finalmente, la página fue reabierta en 2012. 
Es importante de notar que el UPR y Asselineau es el único partido que no tiene deuda financiera ni depende de préstamos para vivir. Es un leitmotiv de Asselineau para "mantener total independencia política". 
Entre sus propuestas, habla de la reestatización de empresas francesas como Air France, Orange o TF1. También está entre sus propuestas el "control del flujo de capital", devaluar el franco un 10 %, y la estatización de los bancos que reciben asistencia financiera del gobierno. Propone también leyes proteccionistas en la cultura. Entre ellas, obligar al servicio público audiovisual a emitir programas de todas las culturas (y no nada más la estadounidense) y bajar el tiempo en la televisión de programas estadounidenses para priorizar el contenido francés.